# Бондаренко, Богдан Викторович
Богда́н Ви́кторович Бондаре́нко (укр. Богда́н Ві́кторович Бондаре́нко; род. 30 августа 1989, Харьков) — украинский прыгун в высоту, чемпион мира 2013 года с новым рекордом чемпионатов мира (241 см), чемпион Европы 2014 года, бронзовый призёр Олимпийских игр 2016 года.

## Спортивная карьера
Бронзовый призёр чемпионата мира среди юниоров 2006 года с результатом 226 сантиметров, чемпион мира среди юниоров 2008 года. Победитель Универсиады 2011 года. Не смог выйти в финал на чемпионате мира 2011 года. На Олимпийских играх 2012 года занял 7-е место. Победитель командного чемпионата Европы 2013 года.
Серебряный призёр Shanghai Golden Grand Prix 2013 года. Победитель этапов Бриллиантовой лиги 2013 года в Катаре (Qatar Athletic Super Grand Prix), Бирмингеме (Birmingham Grand Prix) и Лозанне (Athletissima).
На соревнованиях Athletissima 2013 года установил национальный рекорд Украины — 241 см, превысив достижение Рудольфа Поварницына, установленное в августе 1985 года. Выше Бондаренко за всю историю прыгали только рекордсмен мира Хавьер Сотомайор, экс-рекордсмен мира Патрик Шёберг и Мутаз Баршим (на 241 см прыгал также Игорь Паклин). Бондаренко стал первым прыгуном в XXI веке, преодолевшим 241 см (последний раз выше прыгал Сотомайор в 1994 году).
На чемпионате мира 2013 года в Москве взял со второй попытки 241 см и стал чемпионом мира. Уже в ранге победителя трижды пытался побить мировой рекорд Сотомайора (245 см), но высота 246 см Богдану не покорилась.
26 августа 2013 года под проливным дождём выиграл соревнования Internationales Hochsprung-Meeting Eberstadt с результатом 230 см.
По итогам 2013 года Европейская легкоатлетическая ассоциация присудила Бандаренку премию «Лучший легкоатлет Европы» среди мужчин.
В сезоне 2014 года выступил на следующих соревнованиях. 11 мая стал победителем Seiko Golden Grand Prix с результатом 2,40 м. 8 июня выиграл соревнования Meeting International Mohammed VI d'Athlétisme de Rabat, показав результат 2,39 м. 14 июня стал победителем Adidas Grand Prix с результатом 2,42 м. 3 июля стал победителем Атлетиссимы с результатом 2,40 м.

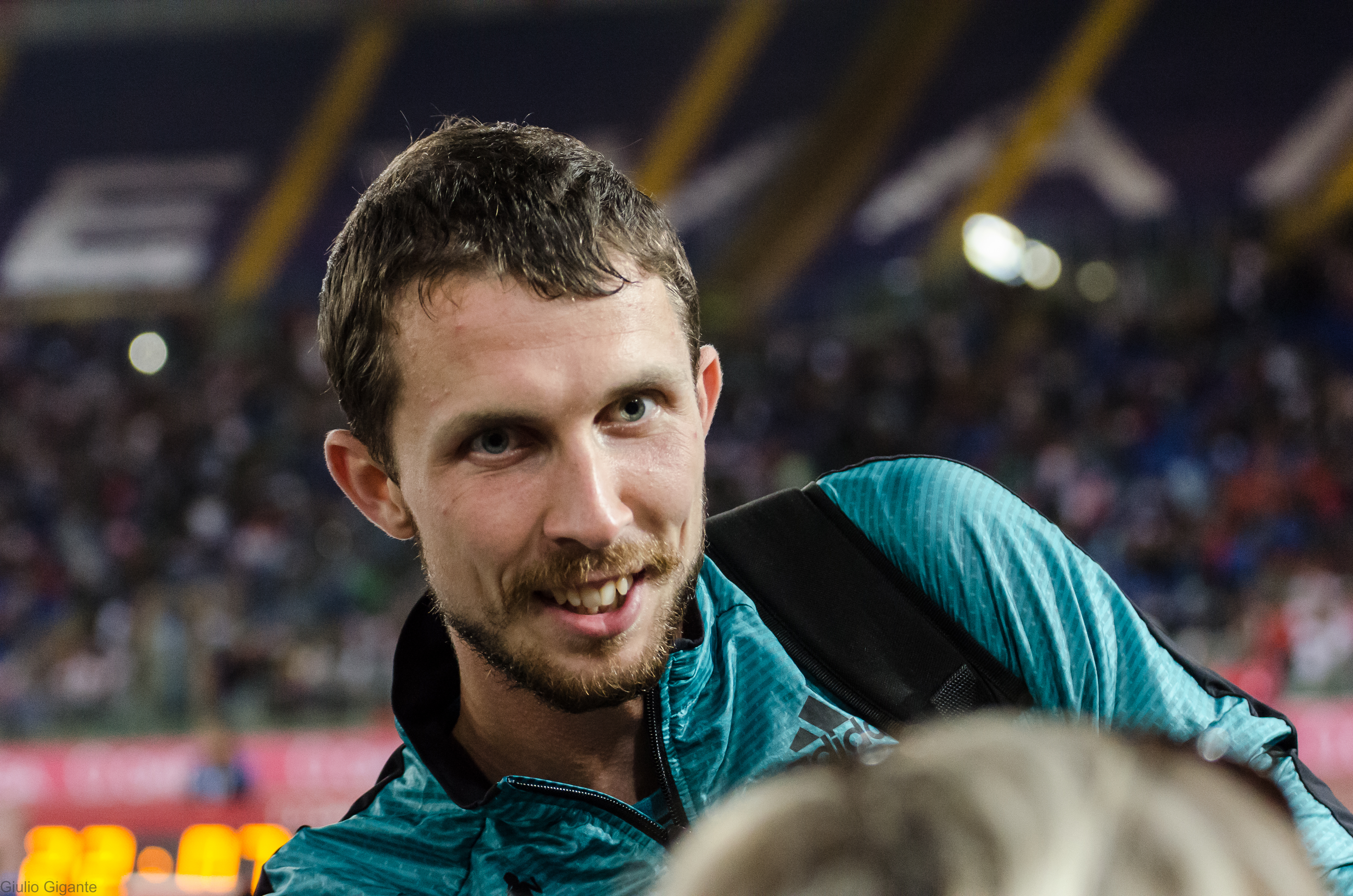
Богдан Бондаренко на Golden Gala 2016

10 мая 2015 года выиграл Seiko Golden Grand Prix с результатом 2,37 м. 14 июня стал победителем этапа серии IAAF World Challenge Meeting International Mohammed VI d'Athlétisme de Rabat, показав результат 2,36 м. На чемпионате мира 2015 года в Пекине стал вторым с результатом 233 см, золото выиграл канадец Дерек Друэн, прыгнувший на 234 см.
На Олимпийских играх 2016 года стал бронзовым призёром, показав результат 233 см, уступив Дереку Друэну и Мутазу Эсса Баршиму

## Личная жизнь
Родился в спортивной семье. Его отец Виктор Бондаренко в прошлом был десятиборцем, его личный рекорд 7500 очков. Заниматься лёгкой атлетикой начал в 13 лет, до этого занимался народными танцами.

## Награды
- Орден «За заслуги» I степени (15 июля 2019) — за достижение высоких спортивных результатов на II Европейских играх у г.Минску (Республика Беларусь), проявленные самоотверженность и волю к победе[5].
- Орден «За заслуги» II степени (4 октября 2016) — за достижение высоких спортивных результатов на ХХХІ летних Олимпийских играх в Бразилии, проявленные самоотверженность и волю к победе[6].
- Орден «За заслуги» III степени (24 августа 2013) — за значительный личный вклад в государственное строительство, социально-экономическое, научно-техническое, культурно-образовательное развитие Украины, весомые трудовые достижения и высокий профессионализм[7].
- Почётный гражданин Харьковской области (2016)[8].